# Der Zürich-Krimi: Borchert und der Tote im See
Borchert und der Tote im See ist ein Fernsehfilm aus der Kriminalfilmreihe Der Zürich-Krimi. Er wurde im Auftrag von ARD Degeto für Das Erste produziert. Die 9. Folge der Filmreihe wurde am 7. Mai 2020 erstausgestrahlt.

## Handlung
Am Ufer eines Sees geht ein albanischer Dealer seinen Geschäften nach. Nach einem kurzen Wortwechsel mit zwei anderen Kriminellen wird er mit Kabelbindern gefesselt und in den See geworfen. Am selben Abend sitzt Thomas Borchert mit seinem guten Freund Reto Zanger vor dem Wohnwagen, in dem der Anwalt seit vier Jahren vor seinem Anwesen campiert. Ein plötzlicher Anruf informiert Borchert darüber, dass seine Patentochter, die er seit fünf Jahren nicht gesehen hat, plant, ihn am folgenden Tag zu treffen. Borchert freut sich schon auf seine Patentochter Jenny, die in Albanien ein Praxissemester für ihre Ausbildung zur Kinderärztin absolviert. Hauptmann Furrer und Dominique Kuster verbringen dem Abend gemeinsam und wollen gerade von einem Restaurant in eine Bar wechseln, als Furrer telefonisch zu einem Einsatz gerufen wird. Am Ufer des Sees trifft er mit seinem Untergebenen Urs Aeggi zusammen und begutachtet die Leiche des albanischen Dealers. Beide vermuten eine Mordtat im Drogenmilieu. Am folgenden Morgen trifft Jenny am Zürcher Flughafen ein. Sie reist zusammen mit ihrem neuen Freund Dorian Cjeluci aus Tirana an, dem Sohn eines wohlhabenden Zürcher Philanthropen. Beide trennen sich an der Gepäckausgabe und während Dorian mit seinem Vater zusammentrifft, wird Jenny verhaftet, da ein Drogenhund bei ihrer Reisetasche angeschlagen hat. Im Zuge der Gepäckkontrolle wird ein halbes Kilo Haschisch sichergestellt, von dem Jenny beteuert, nichts zu wissen. Borchert, der die Verhaftung aus dem Ankunftsbereich beobachten konnte, lässt sich zu Jenny bringen und erwirkt, dass sie zunächst auf freien Fuß gesetzt wird. Als sein Vertrauter Beat Bürki beide vom Flughafen nach Zürich fährt, bemerkt Borchert, dass sie verfolgt werden. Er erhascht einen kurzen Blick auf den Verfolger, fotografiert das Nummernschild des Wagens und sendet es Furrer mit der Bitte um Überprüfung zu. Borchert informiert Jenny, dass er sie nicht vertreten kann, da ihm weiterhin eine Anwaltslizenz fehlt. Er bringt seine Patentochter zu Kusters Kanzlei. Dort einigen sich alle drei darauf, dass Jenny nicht alleine in ihre angemietete Wohnung zieht, sondern bei Kuster unterkommt. Inzwischen erreichen Dorian und sein Vater das Haus der Familie und treffen dort auf Dorians Mutter und Adela, eine Freundin der Cjelucis, deren Vater vor einiger Zeit gestorben ist. Im Präsidium erörtert Furrer in großer Runde den Fall des ermordeten albanischen Drogendealers. Der Tote hat offensichtlich keine bedeutenden Kontakte, da er noch neu in der Szene war. Die Art der Ermordung deutet auf eine Hinrichtung nach Art der albanischen Mafia hin.
Die Besprechung wird von Borchert unterbrochen, der im Präsidium eintrifft, um sich über den Besitzer des Wagens zu informieren, der ihn, Jenny und Bürki vom Flughafen gefolgt ist. Furrer teilt ihm mit, dass der Wagen als gestohlen gemeldet wurde. Im Haus der Cjelucis entbrennt ein Streit zwischen Vater und Sohn über die Beziehung Dorians zu Jenny, mit der seine Eltern offenbar nicht einverstanden sind. Jenny erfährt unterdessen bei ihrem Termin mit der geplanten Praktikumsstelle, dass ihr Praktikum wegen des Vorfalls am Flughafen beendet ist. Auch wenn sich ihre Unschuld herausstellen würde, wäre eine Fortsetzung nicht möglich. Die verzweifelte Jenny sucht daraufhin das Haus der Cjelucis auf und will mit Dorian sprechen. Sein Vater wimmelt sie allerdings ab, ohne dass sie zu ihrem Freund vorgelassen wird. Sie trifft anschließend in der Kanzlei ein. Abends streift Borchert zunächst melancholisch durch Zürich und trifft sich schließlich mit seinem Freund Zanger beim Wohnwagen vor seinem Anwesen. Jenny und Kuster befinden sich ihrerseits auf dem Weg zur Wohnung der Anwältin. Dabei werden sie unbemerkt verfolgt und Jenny zudem von einem Unbekannten angerempelt. Am nächsten Tag wird Dorians Vater beim morgendlichen Bad im See vor dem Haus der Cjelucis von einem Sportboot überfahren und stirbt. Furrer und Aeggi tauschen sich am kleinen Strand, wie die Leiche geborgen wurde, über die Faktenlage aus. Der Tote wurde, so lässt sich aus der Kriminaltechnischen Untersuchung erschließen, mehrfach mit dem Boot überfahren, somit liegt also ein Mord vor. Auch das fragliche Boot wurde sichergestellt. Es wurde in der Nacht vom Pier eines Bootsverleihs gestohlen. Im Boot wird das Portemonnaie von Borcherts Patentochter aufgefunden. Furrer informiert Borchert telefonisch über die Verbindung zwischen Jenny und Cjelucis Tod. Anschließend treffen sich Kuster und Borchert im Untersuchungsgefängnis mit der völlig aufgelösten Jenny. Sie informieren die junge angehende Kinderärztin, dass sie sowohl durch die Indizienlage, als auch durch eine Zeugenaussage erheblich belastet wird. Anschließend bespricht Borchert sich kurz mit Kuster und beschließt, das Haus der Cjelucis aufzusuchen. Dort findet gerade eine Trauerfeier statt, die auch von dem albanischen Immobilienmakler Nikolin Kola besucht wird, der der Patenonkel von Andrea und der beste Freund des Verstorbenen ist.
Es gelingt Borchert, ein Foto von Kola zu machen und Dorian kurz über Jennys Schicksal zu informieren. Anschließend nutzt der Anwalt das Absingen eines albanischen Klagelieds durch die anwesenden Männer, um das Arbeitszimmer des Toten zu durchsuchen und ein paar Kontoauszüge zu fotografieren. Diese sendet er an seinen Freund Zanger mit der Bitte um eine Überprüfung. Anschließend sucht er Furrer im Präsidium auf und informiert ihn über die Anwesenheit Kolas bei der Trauerfeier. Beide halten den vorgeblichen Immobilienmakler offensichtlich für den Paten, der hinter der albanischen Drogenmafia in Zürich steht. Im Gespräch mit Zanger erfährt Borchert zudem, dass Kola hinter Zahlungen steht, die an Cjeluci geflossen sind und bei denen es vorgeblich um dem Import von Kräutern geht, was beide bezweifeln. Auch Zanger hält Kola für einen Mafiaboss. Jenny wird währenddessen im Gefängnis von Kuster besucht, die von Dorian begleitet wird. Er verspricht ihr, dass alles gut wird. Im erheblich gesicherten Lager von Cjelucis Firma trifft unterdessen ein Transporter ein, was von Bürki und Borchert beobachtet wird. In der Kanzlei besprechen sich Borchert und Kuster. Sie sieht den Fall als vielversprechend an, auch wenn die Mafia während des Prozesses nicht thematisiert wird. Aber Borchert hält an der Überzeugung fest, dass der wahre Täter gefunden werden muss. Borchert trifft sich mit Dorian und informiert diesen über seine Erkenntnisse. Dorian wird zunächst sehr zornig, aber Borchert kann ihn beruhigen. Beide vereinbaren, Beweise für Jennys Unschuld zusammenzutragen. Zurück im Haus der Cjelucis sichtet Dorian auf der Suche nach Beweisen die Unterlagen seines Vaters. Zudem macht er seiner Mutter, die offensichtlich von den illegalen Verbindungen zu Kola weiß, schwere Vorwürfe. Sie bittet ihren Sohn jedoch, sich mit dem vorgeblichen Immobilienmakler auszusöhnen. Dorian sucht Kola auf und bietet ihm an, die Geschäfte nach der mit seinem Vater praktizierten Methode weiterzuführen. Dabei erfährt er, dass in Kürze zwei weitere Lieferungen geplant sind, von denen eine in der Nacht eintreffen wird. Auf dem Weg zu einem konspirativen Treffen mit Borchert wird Dorian von einem von Kolas Männern verfolgt, kann diesen aber abschütteln.
Borchert ist nicht begeistert von Dorians Gespräch mit Kola, will sich aber die erhaltenen Informationen zunutze machen. Unterdessen bespricht sich Kuster im Präsidium mit Furrer, der sie über die Methoden der albanischen Mafia. Später in der Nacht lässt Borchert sich von Bürki zum Lagerhaus der Cjelucis fahren und gelangt über einen unterirdischen Tunnel, von dem ihm Dorian erzählt hat, ungesehen auf das Gelände. Auf dem Weg durch den Tunnel verliert er seine Waffe, die er sich vorsorglich von zu Hause mitgenommen hatte. Borchert beobachtet das nächtliche Ausladen der Drogenlieferung, was er mit dem Handy dokumentiert. Zudem stellt er einige Drogentütchen sicher, die unter der Kräuterlieferung verborgen sind. Bei seinen Untersuchungen wird der Anwalt entdeckt und beschossen, kann aber in Bürkis Taxi entkommen. Zur selben Zeit besprechen sich Kuster und Furrer in einer Bar. Dabei verschmilzt der Austausch über den Fall mit einem Gespräch über ihre komplizierte Beziehung. Borchert trifft ein und übergibt die gesammelten Hinweise an Furrer, der auf den Fotos einen der Beteiligten als Zef Leka, einen international gesuchten Auftragskiller identifiziert. Er bringt diesen aufgrund der am ersten Tatort aufgefundenen Spuren mit dem Mord an dem albanischen Drogendealer in Verbindung. Nachdem er Kola die Treue geschworen hat, bespricht Dorian sich im Haus der Cjelucis mit seiner Mutter, die ihm mitteilt, dass sein Vater seine Liebe zu Jenny letztlich doch akzeptiert hat. Kola besteht jedoch darauf, dass Dorian sich mit Adela verlobt. Auf diese Weise würde er als Pate der Braut Zugriff auf den Besitz der Cjelucis bekommen. Unterdessen gelingt es Kuster, dass Jenny nach einer Haftprüfung freikommt, da die Beweise, die Borchert inzwischen gesammelt hat, sie ausreichend entlasten und zudem den Verdacht auf Kolas Gefolgsmann Leka lenken. Jenny, Borchert und Kuster fahren zur Stiftung der Cjelucis, wo gerade ein Bus mit den Kindern eintrifft, die Jenny bereits in Albanien betreut hatte. Borchert wird durch das verdächtige Verhalten des Busfahrers auf die Spielsachen der Kinder aufmerksam. Er findet Heroin, das in einem Teddybär versteckt wurde, den ein Kind dabei hat. Auch in weiteren Spielsachen finden sich Drogen und der Busfahrer wird festgenommen. Auf Basis der Informationen wird Dorian auf der Feier verhaftet, bei der er sich mit Adela verloben soll. Borchert und Kuster, die ebenfalls dort eintreffen, identifizieren Adelas Cousin als den Verfolger vom Flughafen, beziehungsweise den Taschendieb, der Jenny auf dem Weg zu Kusters Apartment angerempelt hatte. Adela, die ihren Cousin zum Mord an Cjeluci und dem Unterschieben der Drogen bei Jenny angestiftet hatte, wird bei dem Versuch, auf Borchert und Jenny zu schießen, ihrerseits von Furrer erschossen.

## Hintergrund
Der Film wurde vom 14. Mai 2019 bis zum 16. Juli 2019 an Schauplätzen in Zürich sowie in der tschechischen Hauptstadt Prag gedreht.

## Rezeption

### Kritik
Rainer Tittelbach von Tittelbach.tv wertete Borchert und der Tote im See mit 4 Sternen und schrieb dazu: „Der siebte Film der Degeto-Reihe ‚Der Zürich-Krimi‘ (Graf Film) war ein an Hochspannung kaum zu übertreffender Thriller. Im Vergleich dazu fallen die Episoden acht und neun in verschiedener Hinsicht eine Nummer kleiner aus.“ Die Filmkritik der TV Spielfilm bemängelte die „behäbige Inszenierung“ des Films und kritisiert, dass mit „Klischees gearbeitet“ werde.

### Einschaltquoten
Bei der Erstausstrahlung verfolgten 7,04 Millionen Zuschauer die Filmhandlung, was einem Marktanteil von 21,9 Prozent entsprach. Bei den 14–49-Jährigen verfolgten 0,63 Millionen Zuschauer die Filmhandlung, mit einem Marktanteil von 6,7 Prozent.